# Grabowce Górne (Lublin)
Grabowce Górne [pronunciación en polaco: /ɡraˈbɔft͡sɛ ˈɡurnaɛ/] es un pueblo ubicado en el distrito administrativo de Gmina Nowodwór, dentro del Condado de Ryki, Voivodato de Lublin, en Polonia oriental. Se encuentra aproximadamente a 2 kilómetros al sureste de Nowodwór, a 13 kilómetros al este de Ryki, y a 54 kilómetros al noroeste de la capital regional Lublin.